# آن و گیلبرت
آن و گیلبرت (انگلیسی: Anne & Gilbert) یک موسیقی بر پایه رمان آن در گرین گیبلز نوشته لوسی ماد مونتگومری است.